# Dypsis
Dypsis Noronha ex Mart., 1838 è un genere di piante della famiglia delle Arecacee.

## Distribuzione e habitat
Il genere è presente nell'isola di Pemba (Tanzania), nelle isole Comore ed in Madagascar.
Le specie del genere crescono dal livello del mare sino a 2200 m di altitudine, mostrando un elevato grado di adattamento ecologico.

## Tassonomia
Il genere comprende le seguenti specie:
- Dypsis acaulis J.Dransf.
- Dypsis acuminum (Jum.) Beentje & J.Dransf.
- Dypsis albofarinosa Hodel & Marcus
- Dypsis ambanjae Beentje
- Dypsis ambilaensis J.Dransf.
- Dypsis ambositrae Beentje
- Dypsis andapae Beentje
- Dypsis andilamenensis Rakotoarin. & J.Dransf.
- Dypsis andrianatonga Beentje
- Dypsis angusta Jum.
- Dypsis angustifolia (H.Perrier) Beentje & J.Dransf.
- Dypsis anjae Rakotoarin. & J.Dransf.
- Dypsis ankaizinensis (Jum.) Beentje & J.Dransf.
- Dypsis ankirindro W.J.Baker, Rakotoarin. & M.S.Trudgen
- Dypsis ampasindavae Beentje
- Dypsis antanambensis Beentje
- Dypsis aquatilis Beentje
- Dypsis arenarum (Jum.) Beentje & J.Dransf.
- Dypsis aurantiaca Eiserhardt & Rakotoarin.
- Dypsis baronii (Becc.) Beentje & J.Dransf.
- Dypsis basilonga (Jum. & H.Perrier) Beentje & J.Dransf.
- Dypsis beentjei J.Dransf.
- Dypsis bejofo Beentje
- Dypsis bernieriana (Baill.) Beentje & J.Dransf.
- Dypsis betamponensis (Jum.) Beentje & J.Dransf.
- Dypsis betsimisarakae Rakotoarin. & J.Dransf.
- Dypsis boiviniana Baill.
- Dypsis bonsai Beentje
- Dypsis bosseri J.Dransf.
- Dypsis brevicaulis (Guillaumet) Beentje & J.Dransf.
- Dypsis brittiana Rakotoarin.
- Dypsis cabadae (H.E.Moore) Beentje & J.Dransf.
- Dypsis canaliculata (Jum.) Beentje & J.Dransf.
- Dypsis canescens (Jum. & H.Perrier) Beentje & J.Dransf.
- Dypsis carlsmithii J.Dransf. & Marcus
- Dypsis catatiana (Baill.) Beentje & J.Dransf.
- Dypsis caudata Beentje
- Dypsis ceracea (Jum.) Beentje & J.Dransf.
- Dypsis commersoniana (Baill.) Beentje & J.Dransf.
- Dypsis concinna Baker
- Dypsis confusa Beentje
- Dypsis cookei J.Dransf.
- Dypsis coriacea Beentje
- Dypsis corniculata (Becc.) Beentje & J.Dransf.
- Dypsis coursii Beentje
- Dypsis crinita (Jum. & H.Perrier) Beentje & J.Dransf.
- Dypsis culminis Rakotoarin. & J.Dransf.
- Dypsis curtisii Baker
- Dypsis decaryi (Jum.) Beentje & J.Dransf.
- Dypsis decipiens (Becc.) Beentje & J.Dransf.
- Dypsis delicatula Britt & J.Dransf.
- Dypsis digitata (Becc.) Beentje & J.Dransf.
- Dypsis dracaenoides Rakotoarin. & J.Dransf.
- Dypsis dransfieldii Beentje
- Dypsis elegans Beentje
- Dypsis eriostachys J.Dransf.
- Dypsis faneva Beentje
- Dypsis fanjana Beentje
- Dypsis fasciculata Jum.
- Dypsis fibrosa (C.H.Wright) Beentje & J.Dransf.
- Dypsis forficifolia Noronha ex Mart.
- Dypsis furcata J.Dransf.
- Dypsis gautieri Rakotoarin. & J.Dransf.
- Dypsis glabrescens (Becc.) Becc.
- Dypsis gronophyllum Rakotoarin. & J.Dransf.
- Dypsis henrici J.Dransf., Beentje & Govaerts
- Dypsis heteromorpha (Jum.) Beentje & J.Dransf.
- Dypsis heterophylla Baker
- Dypsis hiarakae Beentje
- Dypsis hildebrandtii (Baill.) Becc.
- Dypsis hovomantsina Beentje
- Dypsis humbertii H.Perrier
- Dypsis humblotiana (Baill.) Beentje & J.Dransf.
- Dypsis humilis M.S.Trudgen, Rakotoarin. & W.J.Baker
- Dypsis ifanadianae Beentje
- Dypsis integra (Jum.) Beentje & J.Dransf.
- Dypsis intermedia Beentje
- Dypsis interrupta J.Dransf.
- Dypsis jeremiei Rakotoarin. & J.Dransf.
- Dypsis jumelleana Beentje & J.Dransf.
- Dypsis laevis J.Dransf.
- Dypsis lanceolata (Becc.) Beentje & J.Dransf.
- Dypsis lantzeana Baill.
- Dypsis lanuginosa J.Dransf.
- Dypsis lastelliana (Baill.) Beentje & J.Dransf.
- Dypsis leptocheilos (Hodel) Beentje & J.Dransf.
- Dypsis leucomalla J.Dransf. & Marcus
- Dypsis ligulata (Jum.) Beentje & J.Dransf.
- Dypsis lilacina J.Dransf. & Rakotoarin.
- Dypsis linearis Jum.
- Dypsis lokohensis J.Dransf.
- Dypsis louvelii Jum. & H.Perrier
- Dypsis lucens (Jum.) Beentje & J.Dransf.
- Dypsis lutea (Jum.) Beentje & J.Dransf.
- Dypsis lutescens (H.Wendl.) Beentje & J.Dransf.
- Dypsis madagascariensis (Becc.) Beentje & J.Dransf.
- Dypsis mahia Beentje
- Dypsis makirae Rakotoarin. & Britt
- Dypsis malcomberi Beentje
- Dypsis mananjarensis (Jum. & H.Perrier) Beentje & J.Dransf.
- Dypsis mangorensis (Jum.) Beentje & J.Dransf.
- Dypsis marojejyi Beentje
- Dypsis mcdonaldiana Beentje
- Dypsis metallica Rakotoarin. & J.Dransf.
- Dypsis mijoroana Eiserhardt & W.J.Baker
- Dypsis minuta Beentje
- Dypsis mirabilis J.Dransf.
- Dypsis mocquerysiana (Becc.) Becc.
- Dypsis monostachya Jum.
- Dypsis montana (Jum.) Beentje & J.Dransf.
- Dypsis moorei Beentje
- Dypsis nauseosa (Jum. & H.Perrier) Beentje & J.Dransf.
- Dypsis nodifera Mart.
- Dypsis nossibensis (Becc.) Beentje & J.Dransf.
- Dypsis occidentalis (Jum.) Beentje & J.Dransf.
- Dypsis onilahensis (Jum. & H.Perrier) Beentje & J.Dransf.
- Dypsis oreophila Beentje
- Dypsis oropedionis Beentje
- Dypsis ovobontsira Beentje
- Dypsis ovojavavy Eiserhardt & W.J.Baker
- Dypsis pachyramea J.Dransf.
- Dypsis paludosa  J.Dransf.
- Dypsis pembana (H.E.Moore) Beentje & J.Dransf.
- Dypsis perrieri (Jum.) Beentje & J.Dransf.
- Dypsis pervillei (Baill.) Beentje & J.Dransf.
- Dypsis pilulifera (Becc.) Beentje & J.Dransf.
- Dypsis pinnatifrons Mart.
- Dypsis plumosa Hodel, Marcus & J.Dransf.
- Dypsis plurisecta Jum.
- Dypsis poivreana (Baill.) Beentje & J.Dransf.
- Dypsis prestoniana Beentje
- Dypsis procera Jum.
- Dypsis procumbens (Jum. & H.Perrier) J.Dransf., Beentje & Govaerts
- Dypsis psammophila Beentje
- Dypsis pulchella J.Dransf.
- Dypsis pumila Beentje
- Dypsis pusilla Beentje
- Dypsis pustulata J.Dransf. & Rakotoarin.
- Dypsis rabepierrei Eiserhardt & W.J.Baker
- Dypsis rakotonasoloi Rakotoarin.
- Dypsis ramentacea J.Dransf.
- Dypsis reflexa Rakotoarin. & J.Dransf.
- Dypsis remotiflora J.Dransf.
- Dypsis rivularis (Jum. & H.Perrier) Beentje & J.Dransf.
- Dypsis robusta Hodel, Marcus & J.Dransf.
- Dypsis rosea J.Dransf., Hodel & Marcus
- Dypsis sahanofensis (Jum. & H.Perrier) Beentje & J.Dransf.
- Dypsis saintelucei Beentje
- Dypsis sancta Rakotoarin. & J.Dransf.
- Dypsis sanctaemariae J.Dransf.
- Dypsis scandens J.Dransf.
- Dypsis schatzii Beentje
- Dypsis scottiana (Becc.) Beentje & J.Dransf.
- Dypsis serpentina Beentje
- Dypsis simianensis (Jum.) Beentje & J.Dransf.
- Dypsis singularis Beentje
- Dypsis soanieranae Beentje
- Dypsis spicata J.Dransf.
- Dypsis subacaulis J.Dransf. & Rakotoarin.
- Dypsis tanalensis (Jum. & H.Perrier) Beentje & J.Dransf.
- Dypsis tenuissima Beentje
- Dypsis thermarum J.Dransf.
- Dypsis thiryana (Becc.) Beentje & J.Dransf.
- Dypsis thouarsiana Baill.
- Dypsis tokoravina Beentje
- Dypsis trapezoidea J.Dransf.
- Dypsis tsaratananensis (Jum.) Beentje & J.Dransf.
- Dypsis tsaravoasira Beentje
- Dypsis turkii J.Dransf.
- Dypsis utilis (Jum.) Beentje & J.Dransf.
- Dypsis vonitrandambo Rakotoarin. & J.Dransf.